# Qoşūn
Qoşūn (persiska: قصون) är en ort i Iran.   Den ligger i provinsen Khorasan, i den nordöstra delen av landet, 600 km öster om huvudstaden Teheran. Qoşūn ligger 1 653 meter över havet och antalet invånare är 496.
Terrängen runt Qoşūn är kuperad åt sydost, men åt nordväst är den platt.Runt Qoşūn är det glesbefolkat, med 19 invånare per kvadratkilometer. Närmaste större samhälle är Tavandar, 5,4 km söder om Qoşūn. Trakten runt Qoşūn består i huvudsak av gräsmarker.